# Telescopi d'una milla
El Telescopi d'una milla de l'Observatori de Radioastronomia Mullard (MRAO) és un conjunt de radiotelescopis (2 fixos i dos mòbils, amb reflectors parabòlics de 18 metres de diàmetre completament guiables que operen simultàniament a 1407 MHz i 408 MHz) dissenyats per efectuar interferometria de síntesi d'obertura.

## Història
El telescopi d'una milla es completà el 1964 pel grup d'astrofísica de Cavendish de la Universitat de Cambridge. El telescopi s'usà per fer el catàleg de fonts de ràdio 5C.
S'usaren observacions amb espais incrementals més gran per a l'observació de fonts de ràdio individuals amb una sensibilitat, una resolució angular i una qualitat d'imatge no aconseguida fins al moment. Aquesta investigació requerí un ús intensiu de les transformades de Fourier inverses, i fou possible gràcies al desenvolupament d'una nova generació d'ordinadors com l'ordinador Titan.
Un dels plats del telescopi d'una milla s'usà temporalment per augmentar la resolució de MERLiN (llavors anomenat MTRLi) des del 1987 fins a la tardor del 1990.

## Innovacions tècniques
El telescopi d'una milla, fou el primer a usar una síntesi d'obertura de rotació terrestre i el primer a donar mapes de ràdio amb una millor resolució que l'ull humà. El telescopi es fabricà a partir de plats de 120 tones, cada un d'ells amb un diàmetre de 18 metres. Dos plats eren fixos, mentre que el tercer es podia moure per uns rails al llarg de 800 metres a una velocitat de 6,4 km/h. Hi havia 60 estacions diferents al llarg de les vies, això és 0,9 cm i el final s'aixecava 5 cm per donar marge a la curvatura de la Terra sobre la seva longitud. Les freqüències d'observació normalment foren 408 MHz (75 cm; la resolució de 80 arcsec) i 1.4 GHz (21 cm; la resolució fou de 20 arcsec, tres vegades millor que la de l'ull humà).

## Descobriments
Al llarg de 20 anys, el telescopi s'usà per mapar objectes individuals, i per fer alguns estudis de camp profund. Encara que actualment s'usa esporàdicament per a projectes universitaris o per astrònoms aficionats.